# 3-Cyano-3,5,5-trimethylcyclohexanon
3-Cyano-3,5,5-trimethylcyclohexanon ist eine chemische Verbindung aus der Gruppe der Nitrile.

## Gewinnung und Darstellung
3-Cyano-3,5,5-trimethylcyclohexanon kann durch Reaktion von Isophoron mit Blausäure unter Zuhilfenahme eines Katalysators gewonnen werden. Vorzugsweise wird eine homogene Basenkatalyse eingesetzt, hierzu werden Alkalialkoholate, insbesondere Natriummethanolat oder Calciumethanolat, als Katalysator eingesetzt.

## Eigenschaften
3-Cyano-3,5,5-trimethylcyclohexanon ist ein weißer bis farbloser Feststoff mit sehr schwachem Geruch.

## Verwendung
3-Cyano-3,5,5-trimethylcyclohexanon ist ein wichtiges industrielles Zwischenprodukt und kann durch Ammonifikationshydrierung in Isophorondiamin (IPDA) umgewandelt und auch zur Herstellung von Isophorondiisocyanat (IPDI) verwendet werden.

## Externe Links zu erwähnten Verbindungen
1. ↑  Externe Identifikatoren von bzw. Datenbank-Links zu Calciumethanolat:  CAS-Nr.: 2914-17-2, PubChem: 6451473, Wikidata: Q83054175.